# Strangelet
Los strangelets son pequeños fragmentos de materia extraña. Solo existirían si la hipótesis de la materia extraña es correcta, en cuyo caso son el verdadero estado fundamental y estable de la materia, y los núcleos son solamente estados metaestables con una duración muy larga. El término strangelet, una forma parasintética formada a partir de las palabras inglesas strange (extraño) y droplet (gota), se origina con E. Farhi y R.L. Jaffe. Un término similar en español sería: «extrañículas» formado a partir de "extraño" y "gotícula"/"partícula".
Un strangelet es un objeto o estado hipotético de la materia nuclear extraña constituido por un conglomerado de 2 (doblete) o 3 (triplete) quarks extraños. En condiciones normales, el quark s (quark extraño) sometido a la interacción nuclear débil se desintegra en quarks u ("quark arriba") y d ("quark abajo").
En condiciones especiales (un plasma de quarks), se podría dar una reacción inversa y los quarks u y quarks d se podrían fusionar para dar lugar a quarks s, de modo que el objeto resultante de tales reacciones no es ya solo quarks sino "materia extraña" (strange matter); extraña en el sentido de que está basada en quarks s, o sea, quarks extraños que constituyen "strangelets". Las dimensiones de los strangelets podrían variar desde los pocos femtómetros, hasta un tamaño arbitrariamente grande.
También se supone que las estrellas de quarks pudieran tener significativas cantidades de estas partículas hipotéticas.
La materia extraña podría asimismo ser uno de los componentes de las estrellas de neutrones, en el interior de las cuales la presión de la gravedad es muy intensa. Se ha establecido que si encontráramos púlsares con periodos de rotación inferiores a 0,5 ms sería difícil explicarlos sin recurrir a la hipótesis de la materia extraña.
También se ha especulado que un strangelet, al tener condiciones extremas de densidad y presión debido a su configuración energética, provocaría la transformación de los nucleones de átomos vecinos en más strangelets. Esto pasaría ya que la fuerza nuclear fuerte no distinguiría los quarks u y d de un neutrón o protón entre los quarks u, d y s del strangelet, así la alta densidad favorecería que la fuerza nuclear débil convierta los quarks d en quarks s. Entonces con la presencia de quarks s nuevos se formarían más strangelets porque naturalmente se tendería a alcanzar ese estado más estable que se supone tienen, y estos nuevos strangelets tendrían la misma reacción con más átomos de alrededor, generando una reacción en cadena que culminaría con la conversión de toda la materia normal en materia extraña.

## Detección fallida por medios sismológicos
En mayo de 2003, un grupo de investigadores en la Southern Methodist University lanzaron la hipótesis de que la materia extraña haya sido responsable de dos acontecimientos sísmicos registrados el 22 de octubre y el 24 de noviembre de 1993; propusieron que dos strangelets de masa desconocida, moviéndose a aproximadamente 300 km/h, habían atravesado la Tierra creando ondas de choque sísmicas a lo largo de su camino. Los miembros de este grupo eran Vidgor Teplitz, Eugene Herrin, David Anderson e Ileana Tibuleac. Estos autores más tarde se retractaron, después de encontrar que el reloj de una de las estaciones sísmicas tuvo un gran error durante el periodo relevante.

## Evidencias en favor de los strangelets
Existe un límite a la velocidad angular con la que un cuerpo, que se mantenga unido por la gravedad, puede girar. En particular, las estrellas de neutrones están sujetas a dicho límite que es del orden de 1 ms para ese tipo de objetos. Por debajo de ese límite aproximado, dichas estrellas no serían estables. Por lo que si observáramos púlsares con períodos de rotación inferiores al límite de pérdida de integridad, deberían estar formados, al menos en parte, por un tipo de materia que no depende de la gravedad para mantener su consistencia. Uno de los candidatos ampliamente aceptados sería la materia extraña, por lo que la observación de púlsares sería una posible manera de apoyar la hipótesis de la materia extraña y, por tanto, la posibilidad de la estabilidad de los strangelets.